# 1539 en philosophie
Chronologie de la philosophie
- 1535
- 1536
- 1537
- 1538
- 1539
- 1540
- 1541
- 1542
- 1543

L’année 1539 a été marquée, en philosophie, par les événements suivants :

## Publications
- Juan Luís Vives, « De ratione studii puerilis », Balthasar Lasius, Bâle, 1539 (consulté le 17 mai 2007), sur le site des Bibliothèques Virtuelles Humanistes

- Jacques-Louis d'Estrebay  : 
  - De verborum electione et collocatione oratoria, ad D. Ioannem Venatorem Cardinalem, libri duo, 1539, 324 p. 
  - M. T. Ciceronis de partitione oratoria dialogus, Jacobi Lodoici Strebaei commentariis ab ipso authore recognitis illustratus, 1539